# Безглютеновая Эбола
«Безглютеновая Эбола» (англ. Gluten Free Ebola) — второй эпизод восемнадцатого сезона «Южного Парка». Эпизод вышел 1 октября 2014 года на канале Comedy Central в США.

## Сюжет
Мальчики возвращаются в школу и узнают, что никто не желает с ними общаться, так как они довольно по-хамски вели себя со школьными друзьями во время успеха их стартапа из предыдущей серии. Чтобы вернуть себе популярность, мальчики решают устроить крутую вечеринку, на которой обещают угостить всех неограниченным числом пицц и пригласить выступить певицу Лорд, о чём сообщают на местном радио. Разумеется, у них нет денег, чтобы легально оплатить приезд такой звезды, как Лорд, но они рассчитывают на то, что кто-то из её родственников вроде работает вместе с отцом Стэна.
Тем временем в Америке появляется культ безглютеновой диеты. Ученые приходят к выводу, что глютен смертельно опасен. Это рушит надежды мальчиков на крутую вечеринку, так как все отказываются от пицц и вообще всего мучного.

## Отсылки к культурным явлениям
Идея со смертельной опасностью глютена — прямая отсылка к роману Стивена Кинга «Противостояние» (и его экранизации), там и явившаяся во сне Эрику Картману тётушка Джимайма (матушка Абигейль) с её наставлениями, и изоляторы для людей с подозрением на «заражении» глютеном.